# キアサージ (戦艦)
| 戦艦キアサージ（1900年） |                                                                                               |
| 艦歴                     |                                                                                               |
| 計画承認:                | 1895年3月2日                                                                                  |
| 起工:                    | 1896年6月30日                                                                                 |
| 進水:                    | 1898年3月24日                                                                                 |
| 就役:                    | 1900年2月20日                                                                                 |
| 退役:                    | 1920年5月10日                                                                                 |
| 改造:                    | 1920年5月10日（起重機船）                                                                     |
| 除籍:                    | 1955年6月22日                                                                                 |
| その後:                  | 1955年8月9日にスクラップとして売却                                                            |
| 性能諸元                 |                                                                                               |
| 排水量:                  | 11,540 トン                                                                                   |
| 全長:                    | 375.3 ft                                                                                      |
| 全幅:                    | 72.3 ft                                                                                       |
| 吃水:                    | 23.5 ft                                                                                       |
| 機関:                    |                                                                                               |
| 最大速力:                | 16 ノット                                                                                     |
| 航続距離:                |                                                                                               |
| 乗員:                    | 士官、兵員 553名                                                                              |
| 兵装:                    | 13インチ砲: 4門 8インチ砲: 4門 6インチ砲: 14門 6ポンド砲: 20門 1ポンド砲: 8門 30口径機銃: 4門 |
| 航空機:                  |                                                                                               |
| モットー:                |                                                                                               |

キアサージ（USS Kearsarge, BB-5/IX-16/AB-1）は、アメリカ海軍の戦艦。キアサージ級戦艦の1番艦。
本艦は州の名が命名されなかった唯一のアメリカ戦艦である。艦名は南北戦争の武勲艦「キアサージ」の名を襲名しており、議会の特別の承認のもとに命名された。もともとはニューハンプシャー州のキアサージ山にちなむ名前である。

## 艦歴

### 建造
キアサージは1896年6月30日にバージニア州ニューポートニューズのニューポート・ニューズ造船所で起工し、1898年3月24日にハーバート・ウィンズロー夫人（初代キアサージの元艦長ジョン・ウィンズロー海軍少将の義理の娘）によって命名・進水し、1900年2月20日に初代艦長ウィリアム・M・フォルジャー大佐の指揮下に就役した。

### 北大西洋艦隊旗艦
キアサージは北大西洋基地の旗艦となり、大西洋沿岸を下りカリブ海を巡航した。1903年6月3日から7月26日にドイツのキールを訪れるまで短期間ヨーロッパ艦隊の旗艦を務め、6月26日にはドイツ皇帝ヴィルヘルム2世が、7月13日にはプリンス・オブ・ウェールズ（後のジョージ5世）がキアサージを訪問した。7月26日にはメイン州のバー・ハーバーに戻り、北大西洋艦隊の旗艦任務に復帰した。
1903年12月1日にキューバのグアンタナモ湾へ向けてニューヨークを出航し、アメリカ合衆国は12月10日にグアンタナモにおける法的権利を獲得した。カリブ海での演習に続いて北大西洋戦艦戦隊はポルトガルのリスボンを訪れ、キアサージには1904年6月11日に国王カルロス1世が視察に訪れた。その後ギリシャのファレロン湾へ向かい、7月4日にはギリシャ国王ゲオルギオス1世一家の訪問を受け、共にアメリカ独立記念日を祝った。艦隊はその後コルフ、トリエステ、フィウメを親善訪問し、1904年8月29日にロードアイランド州ニューポートに帰還した。

### 世界巡航
キアサージはその後も旗艦任務を続け、1906年3月31日に戦艦メイン（USS Maine, BB-10）と旗艦を交代し、艦隊との作戦行動を継続した。1906年4月13日、キューバのクルーズ岬沖での射撃訓練中に13インチ主砲の装薬が爆発事故を起こし、士官2名と兵員8名が死亡、4名が重傷を負った。
その後キアサージは第2戦隊第4部隊に配属され、1907年12月16日に「グレート・ホワイト・フリート」の一艦として世界巡航に出航した。艦隊はハンプトンローズを出航し南アメリカの沖から西海岸へ抜け、ハワイ、オーストラリア、ニュージーランド、フィリピン、そして日本を訪れた。続いてセイロンを訪れ、スエズ運河を通過後地中海の港を訪問し、その後アメリカ東海岸に帰還した。セオドア・ルーズベルト大統領は1909年2月22日にハンプトンローズで艦隊を観閲し、アメリカ合衆国の国威を世界に示した。

### 近代化改装後
キアサージは1909年9月4日、フィラデルフィア海軍造船所で予備役になり、近代化改装に入った。前檣および後檣を籠マスト化して装いも新たになり、1915年6月23日に再就役した。
再就役すると、大西洋岸に沿って9月17日まで作戦活動に従事し、その後フィラデルフィアを出航、メキシコのベラクルスに海兵隊の部隊を運んだ。キアサージは1915年9月28日から1916年1月5日までベラクルスに留まり、海兵隊員を乗せルイジアナ州ニューオーリンズに帰還した。その後フィラデルフィアで1916年2月4日に大西洋予備役艦隊に編入され、キアサージはアメリカ合衆国が第一次世界大戦に参戦するまで、マサチューセッツ州とメイン州の海軍州兵を訓練した。
その後マサチューセッツ州ボストンからフロリダ州ペンサコーラまで、東海岸に沿って機関員と武装警備員の練習航海を行った。1918年8月18日の夜にキアサージは、ドイツのUE2型潜水艦U117によって沈められたノルウェーのバーク型帆船「Nordhav」の生存者26人を救出し、彼らをボストンまで送り届けた。
キアサージは機関員の練習艦としての任務を1919年5月29日まで行った後、海軍兵学校の士官候補生を乗せて西インド諸島巡航の練習航海を行った。士官候補生は8月29日にメリーランド州アナポリスで下艦した。キアサージはフィラデルフィア海軍造船所へ向かい、1920年5月10日退役し、起重機船（クレーン船）へと改造された。1920年8月5日には新たな船番号「AB-1」が与えられた。

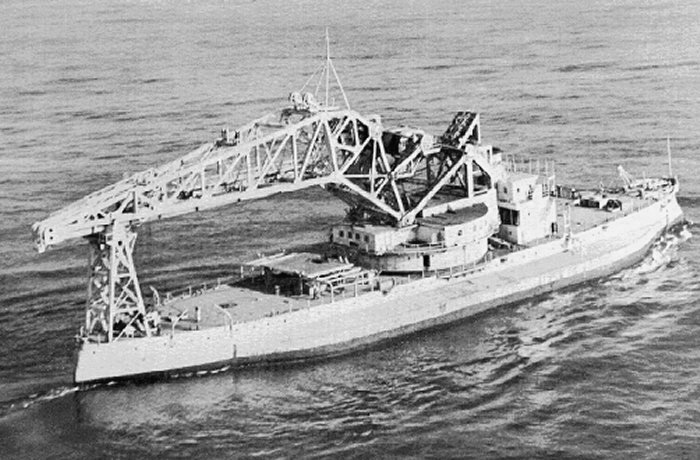
キアサージ、AB-1

### 起重機船
キアサージは兵装を撤去して代わりに250トンの巨大な旋回式クレーンが装備された。船体にはバルジが装着され、安定性が向上した。キアサージはその後20年にわたって様々な作業に従事した。多くの業績のうちの一つには、1939年にニューハンプシャー州沖に沈没したサーゴ級潜水艦スコーラス（USS Squalus, SS-192）を引き揚げたことが挙げられる。
1941年11月6日、キアサージは「起重機船1号（Crane Ship No. 1）」と改称され、その栄光の艦名は航空母艦CV-12、後に航空母艦CV-33に譲られた。起重機船1号はその任務を継続し、第二次世界大戦におけるアメリカの勝利に多くの貢献をした。インディアナ（USS Indiana, BB-58）やアラバマ（USS Alabama, BB-60）のような新しい戦艦、サヴァンナ（USS Savannah, CL-42）やシカゴ（USS Chicago, CA-29）といった巡洋艦およびベテランの戦艦ペンシルベニア（USS Pennsylvania, BB-38）の砲や砲塔、装甲その他の重量物を扱った。
1945年にはサンフランシスコ海軍造船所に曳航され、航空母艦ホーネット（USS Hornet, CV-12）、ボクサー（USS Boxer, CV-21）の建造やサラトガ（USS Saratoga, CV-3）の修理に貢献した。起重機船1号は1948年に西海岸を離れ、その艦歴を終えるためにボストン海軍工廠に回航された。1955年6月22日に除籍、船体は同年8月9日にスクラップとして売却された。